# Franco Berardi
Franco Berardi (* 2. listopadu 1949 Bologna) je italský politický filozof, esejista a mediální teoretik vycházející z marxismu a autonomismu. Je známý pod přezdívkou Bifo, patří k hlavním postavám italského operaismu a dalších antikapitalistických a antiautoritářských aktivit. 
Již ve třinácti letech vstoupil do mládežnické organizace Italské komunistické strany, ale byl vyloučen pro nesouhlas s oficiální stranickou linií. Vystudoval estetiku na Boloňské univerzitě, jeho intelektuální vývoj ovlivnili Antonio Negri a Luciano Anceschi. Byl členem radikální  organizace Potere Operaio a zapojil se do studentských nepokojů na jaře roku 1968. V sedmdesátých letech přispíval do časopisu A/traverso a do pirátského vysílání Radio Alice. V roce 1977 byl jedním z vůdců boloňského protestního hnutí Movimento del Settantasette. Po jeho potlačení byl zatčen a obviněn ze spojení s Rudými brigádami, po propuštění odešel do Francie.
Jeho pojetí filozofie ovlivnil Félix Guattari a jeho koncepce schizoanalýzy. Ve svých textech Berardi zkoumá dopady moderních technologií na lidskou psychiku a odmítá redukci života na ekonomické aspekty. Pokouší se filozofickými metodami analyzovat kulturní trendy jako je kyberpunk a podobně jako Mark Fisher popisuje současný svět jazykem literární dystopie. V knize Respirare. Caos e poesia reaguje na smrt Erica Garnera a používá metaforu světa, který brání lidem volně se nadechnout. Berardi také zkoumá kognitariát (vrstvu specializovaných odborníků) jako novou třídu v rámci postindustriální společnosti. Zabýval se sociálními příčinami velké recese po roce 2007 a podporoval hnutí Democracy in Europe Movement 2025, avšak v roce 2017 z něj vystoupil s vysvětlením, že ztratil víru v reformu evropských institucí.
Přispívá do časopisů Musica 80, Alfabeta, Adbusters, DeriveApprodi a Semiotext(e). Napsal scénář k dokumentárnímu filmu Renata De Marii Il trasloco. Založil nezávislou televizní stanici Orfeo TV a tím inicioval hnutí Telestreet. S Carlem Massarinim spolupracoval na televizním pořadu o komunikačních technologiích MediaMente. K autorům, na něž se Berardi ve svých pojednáních odvolává, patří vedle Karla Marxe také Ludwig Wittgenstein a Jean Baudrillard. 
Nicholas Ciuferri napsal jeho životopis Franco „Bifo“ Berardi in movimento a Guido Chiesa se jeho činností v oblasti komunitních sdělovacích prostředků inspiroval k filmu Lavorare con lentezza.

## Spisy
- Contro il lavoro, 1970
- Scrittura e movimento, 1974
- Teoria del valore e rimozione del soggetto: critica dei fondamenti teorici del riformismo, 1977
- Chi ha ucciso Majakovskij, 1977
- Finalmente il cielo è caduto sulla terra, 1978
- Dell'innocenza: interpretazione del '77, 1987
- La pantera e il rizoma, 1990
- Politiche della mutazione, 1991
- Mutazione e cyberpunk. Immaginario e tecnologia negli scenari di fine millennio, 1994
- Ciberfilosofia, 1995.
- Exit. il nostro contributo all'estinzione della civiltà, 1997
- La fabbrica dell'infelicità: new economy e movimento del cognitariato, 2001
- Un'estate all'inferno, 2002
- Telestreet. Macchina immaginativa non omologata, 2003
- Il sapiente, il mercante, il guerriero. Dal rifiuto del lavoro all'emergere del cognitariato, 2004
- Skizomedia. Trent'anni di mediattivismo, 2006
- Come si cura il nazi. Iperliberismo e ossessioni identitarie, ombre corte, 2009.
- La Sollevazione. Collasso europeo e prospettive del movimento, 2011
- Dopo il futuro. Dal futurismo al cyberpunk. L'esaurimento della modernità, 2013
- La nonna di Schäuble. Come il colonialismo finanziario ha distrutto il progetto europeo, 2015
- Heroes - Suicidio e omicidi di massa, Baldini & Castoldi, 2015
- Quarant’anni contro il lavoro, 2017
- Il secondo avvento. Astrazione apocalisse comunismo, 2018
- Respirare. Caos e poesia, 2019
- Fenomenologia della fine, 2020
- Scrittura e movimento, 2023